# Blomstrandhalvøya
Blomstrandhalvøya è un'isola dell'arcipelago delle isole Svalbard, in Norvegia.
Essa è situata alla foce del Kongsfjorden, un fiordo dell'isola di Spitsbergen che è la più estesa dell'arcipelago.
Il nome significa penisola dalla spiaggia fiorita, in passato si pensava che l'isola fosse parte dell'isola di Spitsbergen.
Nel 1911 vi fu attivata una cava di marmo da parte della Northern Exploration Company Ltd. di Londra, l'insediamento venne chiamato Ny-London e disponeva di magazzini e abitazioni per 70 persone. Nel 1920 l'attività, fin da subito poco redditizia a causa della scarsa qualità del marmo, venne cessata. Edifici e macchinari rimasti sono ora patrimonio protetto.